# Sokoľ
Sokoľ (Hongaars: Hernádszokoly) is een Slowaakse gemeente in de regio Košice, en maakt deel uit van het district Košice-okolie.
Sokoľ telt 1.036 inwoners.